# Timora
Timora é um gênero de traça pertencente à família Arctiidae.